# Sabiá (escola de samba)
O Grêmio Recreativo Cultural Escola de Samba Sabiá é a mais antiga escola de Samba da cidade de Niterói e primeira campeã dos desfiles oficiais no Carnaval de Niterói. 
Escola tradicional, ficou 15 anos em inatividade, voltando à avenida em 2009.

## História
A verde e branca é descendente do Bloco do Boi, criado em 1936. Foi oficialmente fundada em 1938 por Júlio Clemente, Felício de Souza (o Grilo do Pandeiro), Alfredo Batista, Waldemar Machado, Claudionor Souza, Moacyr e Juvenal. Uma década depois, sagrou-se a vencedora dos três primeiros desfiles carnavalescos da cidade, em 1946, 47 e 48.
Depois disso passou a participar dos desfiles de "academias de samba", uma espécie de categoria menor das escolas de samba niteroienses, mas não exatamente um grupo de acesso. Em 1972 os sambistas da Vila Ipiranga decidem novamente cruzar a avenida como escola de samba, desfilando pelo segundo grupo. No carnaval de 1979 conquistam o título, e o direito de desfilar entre as grandes escolas de samba da cidade.  
Com o enredo "Hoje é dia de festa" a Sabiá se apresenta no carnaval de 1980, mas logo volta ao segundo grupo. no fim da década de 1980 novamente dá uma parada em suas atividades para retornar no início da década de 1990. Com o fim dos desfiles oficiais na cidade em 1995, novamente paralisa suas atividades.
Em 2009, mais de quinze anos depois, e já filiada à UESBN, e sob a presidência de Jhonatan Anjos, neto do ex-presidente Careca, a escola voltou à rua onde tudo começou, a Rua da Conceição, com o enredo A cada ponto um encanto: A Sabiá passeia por Niterói!, uma homenagem aos pontos turísitcos da cidade, mantendo-se no grupo principal com o quinto lugar. no ano seguinte, após marcar 98,5 pontos, a Sabiá obteve a terceira colocação no Grupo Especial, mantendo-se na primeira divisão, que foi renomeada para Grupo de Elite em 2011.
No Carnaval de 2011, falando sobre a comunicação com o enredo "Quem não se comunica se trumbica", que foi apresentado por cerca de 650 componentes, distribuídos em 14 alas e 4 alegorias, a Verde e Branca da Vila Ipiranga sagrou-se, 63 anos depois, a grande campeã do Carnaval de Niterói. Em 2012 contou a trajetória de Mazzaropi, obtendo a quarta colocação. Em 2013, volta a conquistar o título. Em 2014, com o enredo "Niterói está pra peixe. Lança a rede no mar e vem pescar com a Sabiá!" a verde e branco se tornou bicampeã do carnaval de Niterói.
No ano de 2014, com seu enredo direcionado à pescaria, conquistou o bicampeonato da Cidade Sorriso. Em 2015, a belíssima escola conquistou o vice campeonato com o enredo: Africanidades Brasileiras. Em 2016, novamente vice campeã, passou pelo processo eleitoral após o fim do mandato de Jhonatan Anjos, sendo eleito a presidência Saulo Novato, que esteve a frente da escola no carnaval de 2017 levando a escola a quinta colocação com o enredo "A Sabiá é só felicidade". 
Após o carnaval de 2017, o carnavalesco Eduardo Guimarães publica sua carta de despedida da agremiação após anos de bons resultados na mesmo. Para o cargo de carnavalesco então, Chega a escola Wallace Amado, autor dos enredos de 2015 e 2016 da escola, dessa vez, para assinar sozinho o desafio do carnaval 2018 em uma honrosa homenagem ao centenário de Dalva de Oliveira com o enredo "E de todas as estrelas... DALVA! O encontro da Sabiá com o Rouxinol da música brasileira", conquistando o terceiro lugar, resgatando a autoestima da comunidade da Vila Ipiranga.
Após a renúncia de Saulo, para um mandato provisório assume a presidência Glauco Vieira, que renova com o carnavalesco Wallace Amado, e contrata para seu lugar na bateria o Mestre Fellipe Bruno para o comando da Ritmo Furioso.
No ano de 2019 a escola sobre um rebaixamento para o grupo B, após ser a última colocada com um enredo homenageando OXALÁ. No mesmo ano Leonam Luiz assume a escola.
No ano de 2020, a escola é campeã do grupo B. Com o enredo do Carnavalesco Paulo César, "Ganhar ou perder, faz parte", a escola foi a grande campeã do grupo de acesso. Assim a mesma retorna ao Grupo Especial do Carnaval de Niterói.
Ainda em 2020 a escola contrata os Carnavalescos Daniel Durval e Tom Barros para assinar o carnaval da escola para o próximo ano. Com o enredo: " Minha Terra , meu Chão. GONZAGA! TRIBUTO AO SERTÃO." A dupla promete um carnaval artesanal e uma grande homenagem ao povo nordestino.￼

## Segmentos

### Presidentes
| Ano             | Presidente                           | Presidentes de honra     | Ref   |
| --------------- | ------------------------------------ | ------------------------ | ----- |
| 1974            | Ariosto Máximo                       | Sr. Wander (in memorian) |       |
| 1978-1981       | José Vidal (Elevador)                | Sr. Wander (in memorian) |       |
| 1985-1986       | Wilson de Carvalho                   | Sr. Wander (in memorian) |       |
| 1987            | José Vidal (Elevador)                | Sr. Wander (in memorian) |       |
| 1991            | João Graciano Filho                  | Sr. Wander (in memorian) |       |
| 1992            | Franklin Fernandes da Costa (Careca) | Sr. Wander (in memorian) |       |
| 1995            | Joel Gomes dos Santos                | Sr. Wander (in memorian) |       |
| 2009-2016       | Jhonatan Anjos                       |                          | [ 5 ] |
| 2017-2018       | Saulo Novato                         |                          |       |
| 2018-2019       | Glauco Vieira                        | [ 6 ]                    |       |
| 2019-Atualidade | Leonam Luiz                          |                          |       |

### Intérpretes
| Carnavais       | Intérprete oficial |
| --------------- | ------------------ |
| 1981-1987       | Valter Moreno      |
| 2009            | Niu Souza          |
| 2010            | Wagner do Valle    |
| 2011-2016       | Niu Souza          |
| 2017-2018       | Exdras Araújo      |
| 2019-Atualidade | Niu Souza          |

### Diretores
| Ano             | Diretor de Carnaval | Diretor de harmonia | Mestre de bateria | Ref.  |
| --------------- | ------------------- | ------------------- | ----------------- | ----- |
| 2014            | Almir Jhunior       | Almir Jhunior       | Glauco Vieira     | [ 8 ] |
| 2015            | Saulo Nonato        | Saulo Nonato        | Glauco Vieira     |       |
| 2016-2017       | Saulo Nonato        | Saulo Nonato        | Glauco Vieira     |       |
| 2018-Atualidade | Rodrigo Fontes      | Jorge/ Saulo Nonato | Felipe Bruno      |       |

### Coreógrafo
| Ano  | Nome           | Ref.  |
| ---- | -------------- | ----- |
| 2020 | Rodrigo Fontes | [ 9 ] |
| 2021 | Tom Barros     |       |

### Casal de Mestre-sala e Porta-bandeira
| Ano             | Nome                                 | Ref.  |
| --------------- | ------------------------------------ | ----- |
| 2014-2022       | Rodrigo França e Cintya Santos       | [ 8 ] |
| 2023-Atualidade | Rodrigo França e Cassiane Figueiredo |       |

### Corte de bateria
| 2012- atualidade | Angela Santos |  | [ 10 ] |

## Carnavais
| Ano                                                                          | Colocação                                                                    | Grupo                                                                        | Enredo                                                                                   | Carnavalesco                                                                 | Ref.          |
| ---------------------------------------------------------------------------- | ---------------------------------------------------------------------------- | ---------------------------------------------------------------------------- | ---------------------------------------------------------------------------------------- | ---------------------------------------------------------------------------- | ------------- |
| 1946                                                                         | Campeã                                                                       | Grupo I                                                                      |                                                                                          |                                                                              |               |
| 1947                                                                         | Campeã                                                                       | Grupo I                                                                      |                                                                                          |                                                                              |               |
| 1948                                                                         | Campeã                                                                       | Grupo I                                                                      |                                                                                          |                                                                              |               |
| 1972                                                                         |                                                                              | Acesso II                                                                    | Bahia de Ontem e de Hoje!                                                                | Manoel Cunha                                                                 |               |
| 1973                                                                         | Grupo II                                                                     |                                                                              | Manoel Cunha                                                                             |                                                                              |               |
| 1974                                                                         | Grupo II                                                                     | Lenda das Esmeraldas                                                         | Manoel Cunha                                                                             |                                                                              |               |
| 1977                                                                         | Grupo II                                                                     | O Romance na Inconfidência!                                                  | Paulo Jardim                                                                             |                                                                              |               |
| 1978                                                                         | Grupo II                                                                     | Ceucy - Deusa mãe dos astros, a enviada do sol!                              | Cláudio de Souza                                                                         |                                                                              |               |
| 1979                                                                         | Campeã                                                                       | Grupo II                                                                     |                                                                                          | Cláudio de Souza                                                             |               |
| 1980                                                                         |                                                                              | Grupo I                                                                      | Hoje é dia de festa!                                                                     | Cláudio de Souza                                                             |               |
| 1981                                                                         | 9º lugar                                                                     | Grupo II                                                                     | Carnaval, Alegria, Alegria!                                                              | Marcílio Pinto                                                               |               |
| 1982                                                                         |                                                                              | Grupo III                                                                    | Sabiá diz no bico uma de nossas tradições!                                               | Roberto da Rocha Branco                                                      |               |
| 1983                                                                         | Grupo II                                                                     | O Sonho Do Palhaço No Despertar Da Alegria                                   | Roberto da Rocha Branco                                                                  |                                                                              |               |
| 1985                                                                         | 6º lugar                                                                     | Grupo II                                                                     | Pintando o sete!                                                                         | Marcílio Pinto                                                               |               |
| 1986                                                                         |                                                                              | Grupo II                                                                     | Niterói, Eterna Cidade Sorriso!                                                          | Marcílio Pinto                                                               |               |
| 1987                                                                         | Grupo II                                                                     | Colorindo as ilusões!                                                        | Claudio de Souza                                                                         |                                                                              |               |
| 1991                                                                         | Grupo A                                                                      | A Volta Triunfal                                                             | Marcílio Pinto                                                                           |                                                                              |               |
| 1992                                                                         | Campeã                                                                       | Grupo A                                                                      | Sabiá Canta e Abraça Gil Gouvêa                                                          | Marcílio Pinto                                                               |               |
| A escola não desfilou entre 1993 e 2008.                                     |                                                                              |                                                                              |                                                                                          |                                                                              |               |
| 2009                                                                         | 5º lugar                                                                     | Especial (primeira divisão)                                                  | A cada ponto um encanto: A Sabiá passeia por Niterói!                                    | Tatiane Conceição e Jhonatan Anjos                                           |               |
| 2010                                                                         | 3º lugar                                                                     | Especial (primeira divisão)                                                  | Da Terra ao Infinito: Nas Asas da Sabiá!                                                 | Ivan Rabello                                                                 | [ 5 ]         |
| 2011                                                                         | Campeã                                                                       | Especial (primeira divisão)                                                  | Quem não se comunica se trumbica!                                                        | Comissão de Carnaval                                                         |               |
| 2012                                                                         | 4º lugar                                                                     | Especial (primeira divisão)                                                  | A alegria em cena: Mazzaropi, o caipira brasileiro!                                      | Eduardo Guimarães                                                            |               |
| 2013                                                                         | Campeã                                                                       | Especial (primeira divisão)                                                  | A Estrela da Vida, o Rei Sol!                                                            | Eduardo Guimarães                                                            |               |
| 2014                                                                         | Campeã                                                                       | Especial (primeira divisão)                                                  | Niterói está pra peixe, lança a rede no mar e vem pescar com a Sabiá!                    | Eduardo Guimarães                                                            |               |
| 2015                                                                         | Vice-Campeã                                                                  | Especial (primeira divisão)                                                  | Africanidades Brasileiras                                                                | Eduardo Guimarães                                                            | [ 11 ] [ 12 ] |
| 2016                                                                         | Vice-Campeã                                                                  | Especial (primeira divisão)                                                  | Um tupiniquim na terra do sol nascente                                                   | Eduardo Guimarães                                                            |               |
| 2017                                                                         | 5º lugar                                                                     | Especial (primeira divisão)                                                  | A Sabiá é só felicidade!                                                                 | Eduardo Guimarães                                                            |               |
| 2018                                                                         | 3º lugar                                                                     | Grupo A (primeira divisão)                                                   | E de todas as estrelas... DALVA! O encontro da Sabiá com o Rouxinol da musica brasileira | Wallace Amado                                                                |               |
| 2019                                                                         | 10º lugar (Rebaixada)                                                        | Grupo A (primeira divisão)                                                   | Oxalá, O Principio e o Fim                                                               | Wallace Amado                                                                |               |
| 2020                                                                         | Campeã                                                                       | Grupo B (segunda divisão)                                                    | A vida imita a arte, ganhar ou perder faz parte                                          | Paulo César                                                                  |               |
| Os desfiles do Carnaval 2021 foram cancelados devido a pandemia de Covid-19. | Os desfiles do Carnaval 2021 foram cancelados devido a pandemia de Covid-19. | Os desfiles do Carnaval 2021 foram cancelados devido a pandemia de Covid-19. | Os desfiles do Carnaval 2021 foram cancelados devido a pandemia de Covid-19.             | Os desfiles do Carnaval 2021 foram cancelados devido a pandemia de Covid-19. | [ 13 ]        |
| 2022                                                                         | 7º lugar                                                                     | Grupo A (primeira divisão)                                                   | Meu povo, meu chão. Gonzaga! Tributo ao Sertão                                           | Tom Barros e Daniel Durval                                                   |               |
| 2023                                                                         | 3º lugar                                                                     | Grupo A (primeira divisão)                                                   | África, A Raça Que A Mordaça Nao Calou... Resistir Para Existir                          | Tom Barros e Daniel Durval                                                   |               |
| 2024                                                                         | 8º lugar (Rebaixada)                                                         | Grupo A (primeira divisão)                                                   | Filhas de Mãe Preta, Herança da Força Ancestral                                          | Tom Barros e Daniel Durval                                                   |               |
| 2025                                                                         |                                                                              | Grupo B (segunda divisão)                                                    |                                                                                          |                                                                              |               |